# Hemotoxina
Hemotoxinas são as toxinas que se ligam às membranas das hemácias e são capazes de lisá-las, ocorrendo a liberação da hemoglobina. O processo hemorrágico daí decorrente pode levar à morte.
Há alguns tipos de venenos ofídicos que podem deflagrar o processo descrito. Um exemplo é a jararaca (Bothrops jararaca). A inoculação da peçonha desse animal tem a propriedade de afetar as células sanguíneas: os vasos sanguíneos perdem sua capacidade de reter o sangue, a capacidade de coagulação e o sistema imunológico são anulados, ocorrem hemorragias internas e outros sintomas.